# 동경 42도
동경 42도(東經42度)는 본초 자오선에서 동쪽으로 42도 떨어진 경선이다. 북극점에서 시작하여 북극해, 유럽, 아시아, 아프리카, 인도양, 남극해, 남극을 거쳐 남극점에 이른다.
동경 42도는 서경 138도와 이어져 지구의 둘레를 이룬다.
북극점에서 남극점까지 동경 42도선은 다음 지역을 지나간다.
| 좌표                                                  | 나라, 지역, 해역 | 주석                                             |
| ----------------------------------------------------- | ---------------- | ------------------------------------------------ |
| 북위 90° 0′ 동경 42° 0′  / 북위 90.000° 동경 42.000°  | 북극해           |                                                  |
| 북위 80° 30′ 동경 42° 0′  / 북위 80.500° 동경 42.000° | 바렌츠해         |                                                  |
| 북위 68° 29′ 동경 42° 0′  / 북위 68.483° 동경 42.000° | 백해             |                                                  |
| 북위 66° 23′ 동경 42° 0′  / 북위 66.383° 동경 42.000° | 러시아           |                                                  |
| 북위 43° 13′ 동경 42° 0′  / 북위 43.217° 동경 42.000° | 압하지야         | 조지아가 주장하는 불완전하게 독립된 주들 중 하나 |
| 북위 43° 1′ 동경 42° 0′  / 북위 43.017° 동경 42.000°  | 조지아           |                                                  |
| 북위 41° 30′ 동경 42° 0′  / 북위 41.500° 동경 42.000° | 튀르키예         |                                                  |
| 북위 37° 10′ 동경 42° 0′  / 북위 37.167° 동경 42.000° | 시리아           |                                                  |
| 북위 36° 44′ 동경 42° 0′  / 북위 36.733° 동경 42.000° | 이라크           |                                                  |
| 북위 31° 9′ 동경 42° 0′  / 북위 31.150° 동경 42.000°  | 사우디아라비아   |                                                  |
| 북위 17° 42′ 동경 42° 0′  / 북위 17.700° 동경 42.000° | 홍해             |                                                  |
| 북위 16° 51′ 동경 42° 0′  / 북위 16.850° 동경 42.000° | 사우디아라비아   | 하라산 제도                                      |
| 북위 16° 38′ 동경 42° 0′  / 북위 16.633° 동경 42.000° | 홍해             |                                                  |
| 북위 13° 48′ 동경 42° 0′  / 북위 13.800° 동경 42.000° | 에리트레아       |                                                  |
| 북위 12° 50′ 동경 42° 0′  / 북위 12.833° 동경 42.000° | 에티오피아       |                                                  |
| 북위 11° 52′ 동경 42° 0′  / 북위 11.867° 동경 42.000° | 지부티           |                                                  |
| 북위 10° 55′ 동경 42° 0′  / 북위 10.917° 동경 42.000° | 에티오피아       |                                                  |
| 북위 4° 6′ 동경 42° 0′  / 북위 4.100° 동경 42.000°    | 소말리아         |                                                  |
| 남위 0° 59′ 동경 42° 0′  / 남위 0.983° 동경 42.000°   | 인도양           |                                                  |
| 남위 60° 0′ 동경 42° 0′  / 남위 60.000° 동경 42.000°  | 남극해           |                                                  |
| 남위 68° 22′ 동경 42° 0′  / 남위 68.367° 동경 42.000° | 남극             | 퀸모드랜드, 노르웨이가 영유권을 주장한다.        |

## 같이 보기
- 동경 41도
- 동경 43도